# Vincenzo Chiodo
Vincenzo Chiodo (San Giuseppe Jato, 12 febbraio 1963) è un mafioso e collaboratore di giustizia italiano.

## Biografia
Di professione meccanico, nel 1987 riceve il "battesimo del fuoco" e diventa "uomo d'onore" della famiglia mafiosa di San Giuseppe Jato. Appartenente all'ala militare di Cosa nostra, in quanto era uomo di fiducia di Giovanni Brusca.
Vincenzo Chiodo è noto soprattutto per essere stato, assieme a Giuseppe Monticciolo ed Enzo Salvatore Brusca, l'esecutore materiale dell'omicidio di Giuseppe Di Matteo, l'unico delitto mafioso da lui commesso.
Viene arrestato nel febbraio 1996 e inizia a collaborare con la giustizia. Le sue dichiarazioni porteranno all'arresto di numerosi mafiosi. Condannato in via definitiva a 17 anni di carcere, nel 2007 gli sono stati concessi gli arresti domiciliari e attualmente vive in una località segreta.